# سید شوشینسکی
سید شوشینسکی (ترکی آذربایجانی: Seyid Şuşinski; ۱۲ آوریل ۱۸۸۹ – ۱ نوامبر ۱۹۶۵) خواننده پرآوازه موسیقی سنتی آذربایجانی بود.
جشنواره موسیقی خاری بولبول به افتخار این خواننده برگزار میگردد.

## زندگی‌نامه
سید شوشینسکی ۱۲ آوریل ۱۸۸۹، در منطقه مسکونی هورادز از توابع قره‌باغ کوهستانی چشم به دنیا گشود. از آنجا که در سنین کودکی اش پدرش را از دست داد، نزد عمه اش، «مشهدی خورزاد»، که خواننده موسیقی سنتی آذربایجانی بود، به بار آمد. او در یک مدرسه دینی در شهر خود آموزش متوسطه اش را دید.
سید شوشینسکی به واسطه داشتن استعداد موسیقی قوی‌ای، در سن ۱۵ سالگی برای اولین بار عضو یک گروه موسیقی شد. او اولین اجرای خوانندگی خود در مقابل عموم را برای نخستین بار در سال ۱۹۰۸ در شوشا انجام داد، که این امر نیز باعث شهرت یافتن آوازخوان ۱۹ ساله در میان مردم شهر خود گشت. شوشینسکی در نتیجه پافشاری‌های فراوان عمویش، به مدت دو سال در مدرسه موسیقی میر محسن نواب حضور پیدا کرد و به عنوان خواننده‌ای حرفه‌ای شهیر شد.
اسم او بعد از مدتی کوتاه به خاطر آوازخوانی فوق‌العاده زیبایش در خارج از مرزهای آذربایجان نیز ورد زبان‌ها شد. در سال ۱۹۱۱، یک گروه فرهنگی ارمنستان موسوم به «Obschestvennoe sobranie» از سید شوشینسکی برای اجرا کنسرت در شهر تفلیس دعوت کرد. سپس او در مدت یک سال یک سری کنسرت‌های درخور توجهی در این شهر انجام داد. او درآمد دریافتی از این کنسرت‌ها را به تعداد زیادی از نشریه‌های آذربایجانی و پرورش دانش‌آموزان در زمینه موسیقی آوازی اهدا نمود. در سال ۱۹۱۳ یک صفحه گرامافون در شهر کی‌یف ضبط شد، که حاوی چندین آهنگ موسیقی سنتی با اجرای سید شوشینسکی در کنار سایر خوانندگان بود. در سال ۱۹۱۹، این خواننده معروف به باکو نقل مکان داد.

## خوانندگی در دوران شوروی
پس از تسخیر آذربایجان از سوی بلشویک‌ها و استقرار نظام شوروی بر این کشور، سید شوشینسکی به عنوان تک‌خوان در یک تئاتر درام در باکو به فعالیت‌های فرهنگی خود ادامه داد. او بین سال‌های ۱۹۲۶ تا ۱۹۳۳ به عنوان دانشیار در آکادمی موسیقی باکو مشغول به کار شد.
در سال ۱۹۳۳ بود، که به همراه جهان تالشلینسکایا، خواننده موسیقی سنتی و بازیگر تئاتر آذربایجانی، گروه موسیقی شرقی را به راه انداخت و به اجرای کنسرت در روسیه، اوکراین و قزاقستان پرداخت. وی از سال ۱۹۳۳ تا ۱۹۳۸ همزمان با به عهده داشتن مدیری هنری در «تئاتر درام دولتی به اسم محمد فضولی» آذربایجان، به اجرا کنسرت در باکو نیز استمرار می‌داده‌است. سید شوشینسکی از سال ۱۹۳۹ تا ۱۹۶۰ به عنوان تک‌خوان در فیلارمونیک دولتی آکادمیک آذربایجان مشغول به کار شد. او بقیه عمرش را به مشاوره اپرای موسیقی مقامی در آکادمی ملی اپرا و تئاتر باله آذربایجان اختصاص داد.

## فیلم‌نامه
- موسیقی‌های مقامی (فیلم- ۱۹۶۵)
- سفر به قره‌باغ (فیلم- ۱۹۶۸)
- «مجلس عنث» (فیلم- ۲۰۰۶)
- سید شوشینسکی (فیلم- ۲۰۱۲)
- خورشیدبانو ناتوان (فیلم- ۲۰۱۲)